# Batuz
Batuz (született Maar Miklós, Budapest, 1933. május 27.–) művész, filozófus és kulturális szervező. Ő alapította a Société Imaginaire-t (Képzeletbeli Barátkozó Közösséget), mely a különböző kultúrák között párbeszéd létrejöttén fáradozó vállalkozás. Elképzeléseit alapítványai támogatásaival valósítja meg: Batuz Foundation USA, Batuz Fundación Cultural Uruguay, valamint a Helmets for Peace e.V. (Sisakok a békéért).

## Filozófia
Mint művész, Batuz az elmúlt évtizedekben sokat fejlődött, nagy következetességgel dolgozik, munkája során egy sor mentális határt átlépett, és olyan képeket alkotott, melyeknek ugyanaz az alapvető eszmeisége. Batuz számos különböző médiummal működik együtt, ám mindig változatlan marad. Víziója az együttélő világ, ami úgy működik, mint egy lehetséges közösség, amelyben mindenki kommunikálni képes a többiekkel, nemcsak az értelmiségiek egymás között, hanem az összes többi ember is, alacsonyabb végzettségű a magasabb képzettségűvel, mindezektől függetlenül, a megkülönböztetésnek nem tartja értelmét. Az a fontos, hogy legyen egy békés világ. Az egymás közötti kapcsolatokban a műalkotások azok a hatóanyagok, amelyek ebben a világban közvetítenek. Egy elvont, filozófiai, fogalmi világot alkotott, amely következetesen a gyakorlati eredményeket akarja közvetíteni. Képi világa egy új valóságot tükröz. Azt akarja, hogy legyőzzék az emberek közötti határokat, azt szeretné, hogy az emberek közötti különbségeket vizuálisan semmisítsék meg.

## Élete és munkássága

### Fiatalkora (1933-1963)
Batuz magyar földesúr fia, gyermekkorát szülei vidéki birtokán töltötte, Mátraderecskén. Családja generációk óta ott élt. Élete hirtelen megváltozott, amikor a második világháborúban az ellenség csapatai megközelítették lakóhelyét. A borzalmak elől családjával együtt ideiglenes menedéket keresett, ezért Ausztriába menekültek, egy ideig ott telepedtek le, hazájukba soha nem tértek vissza. Egyik menekülttáborból a másikba vándoroltak, éheztek, szenvedtek. Ilyen körülmények között nagyon fontos volt, és így intenzív lett az emberekkel kialakított kapcsolata, ilyen nehéz körülmények között az életében a ezek adtak neki kedvező lehetőséget. Egészen fiatal volt, de keményen dolgozott, hogy segítsen fenntartani a családját. Megfeszített munkája miatt szívbeteg lett, ezért rokkanttá vált. Családjával együtt Ausztriából 1949-ben kivándorolt Argentínába. 1961-ben feleségül vette Ute Mattel-t, Anton von Webern zeneszerző unokáját, három fiuk és egy lányuk van. 1973-ban Batuz családjával áttelepült az Egyesült Államokba.
Már betegsége után egy évvel festeni kezdett naturalista stílusban. Batuz teljesen autodidakta volt a művészetben, így csak önképzés útján alkotta képeit. Később tanulmányokat folytatott az esztétika és filozófia területén. Őt állandóan az az elképzelése mozgatta, hogy legyen egyensúly a művészeti világban, és hogy a közösségek kommunikáljanak egymással. Az olyan írók, mint Ortega y Gasset, nagyban befolyásolta a munkáját. Batuz, széles humanista értékeit, barátai között megosztotta. Festészete nonfiguratív stílusú lett, és egyre személyesebbé vált.

### Villa Gesell, Argentína (1964-1972)

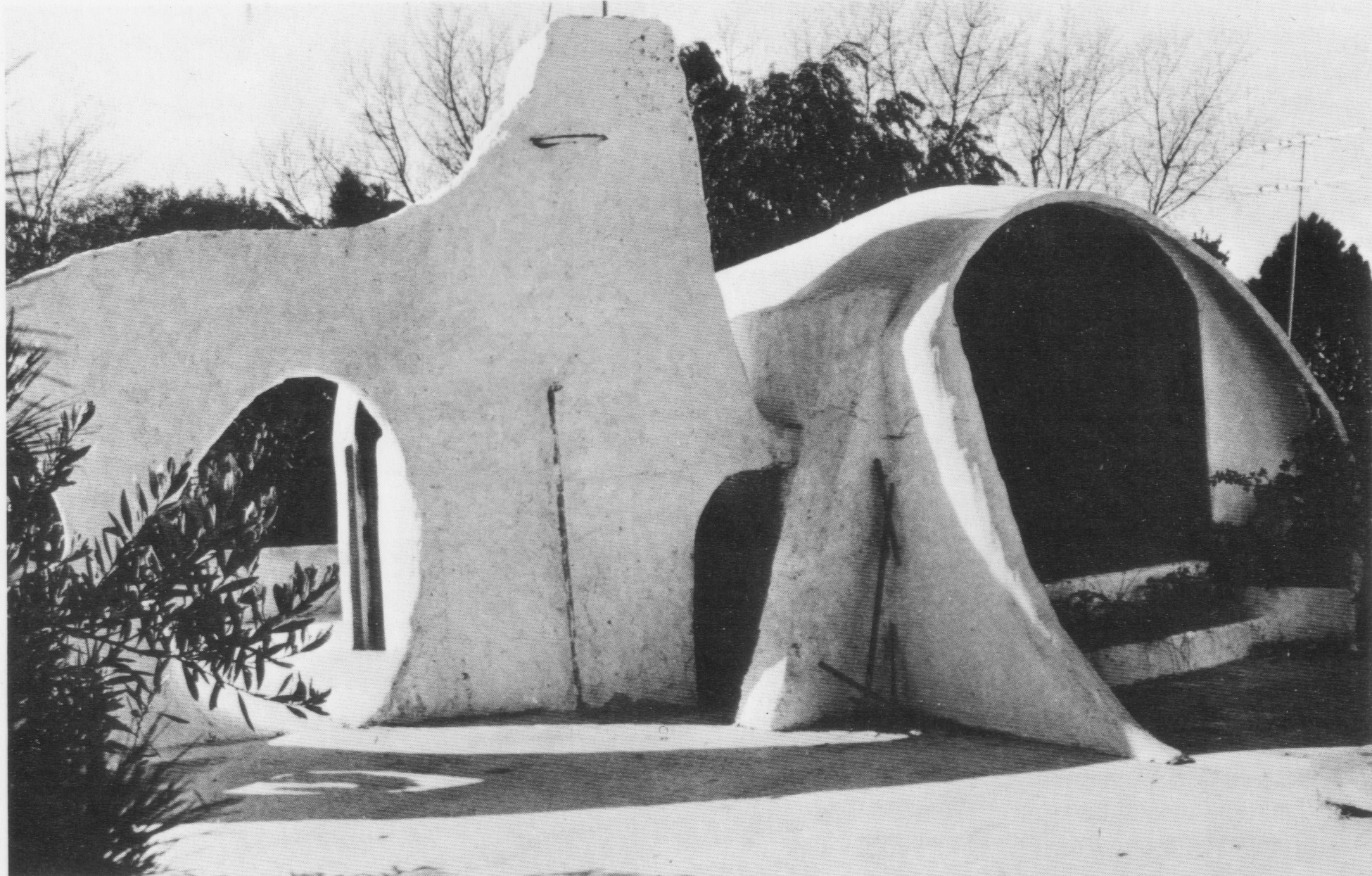
Műterme: Batuz Villa Gesell

Batuz az üzleti életből 1964-ben kivonult, és kizárólag a festészetnek szentelte magát. Batuz ekkor kiköltözött műtermébe, Villa Gesell-be, a tengerhez közel egy magányos helyre, ahol nyolc évet töltött, ott teljesen a munkájának szentelte magát. Ebben a hatalmas kiterjedt térben a vakító világosság, a kemény napsütés, a szép tengeri környezet, és a homokdűnék a körben növő sötét bokrokkal, ez mind együttesen egyre nagyobb hatással volt festészetének formáira és színeire. Figyelme egyre jobban az absztrakció felé fordult. Az egész életművét az ottani benyomásai, maradandó felismerései határozták meg, így lett a mottója „a formák kapcsolata” "a formák egymáshoz való közelítése".
Batuznak 1969-ben megépült a műterme, amit ő tervezett, teljesen maga épített. Műterme olyan volt, mint egy szerves szobor. Batuz ott ismerte meg Met Leopoldo Presas-t, ez a találkozás, egy egész életen át tartó barátsággá vált. Egy évvel műtermébe költözése után Batuz találkozott Rafael Squirru-val, akivel később hatékonyan együttműködött.
A Carlos Idaho Geselltől kapott nagylelkű adománynak köszönhetően, 1971-ben megalapította, a Batuz Artist Center Villa Gesell-t, azért, hogy összehozza a festők, írók, szobrászok, zenészek társaságát. Már agyában akkor ott bimbózott az az ötlet, hogy a hasonló gondolkodású emberek találkozzanak, de ezt az elképzelést csak évek múlva tudta megvalósítani, amikor megalapította Société Imaginaire-t (a Képzeletbeli Barátkozó Közösséget).
Rafael Squirru 1972-ben jelentette meg, Batuz festményeinek első, szita-szövetes mappáját. Ez az ismertető kinyilatkoztatta, hogy Batuz él és dolgozik. Munkája során egyszerűsítésre törekedett. Abba az időben az argentínai amerikai nagykövet, John Davis Lodge érdeklődni kezdett Batuz munkája iránt. Ez egy értékes barátság kezdete volt. Később az argentin Kulturális Minisztérium szponzorálta művészi tevékenységét, így az nagymértékben hozzájárult ahhoz, hogy Batuz, egy-egy kiállítási turnéra elmehessen az Egyesült Államokba.

### USA (1973-1983)

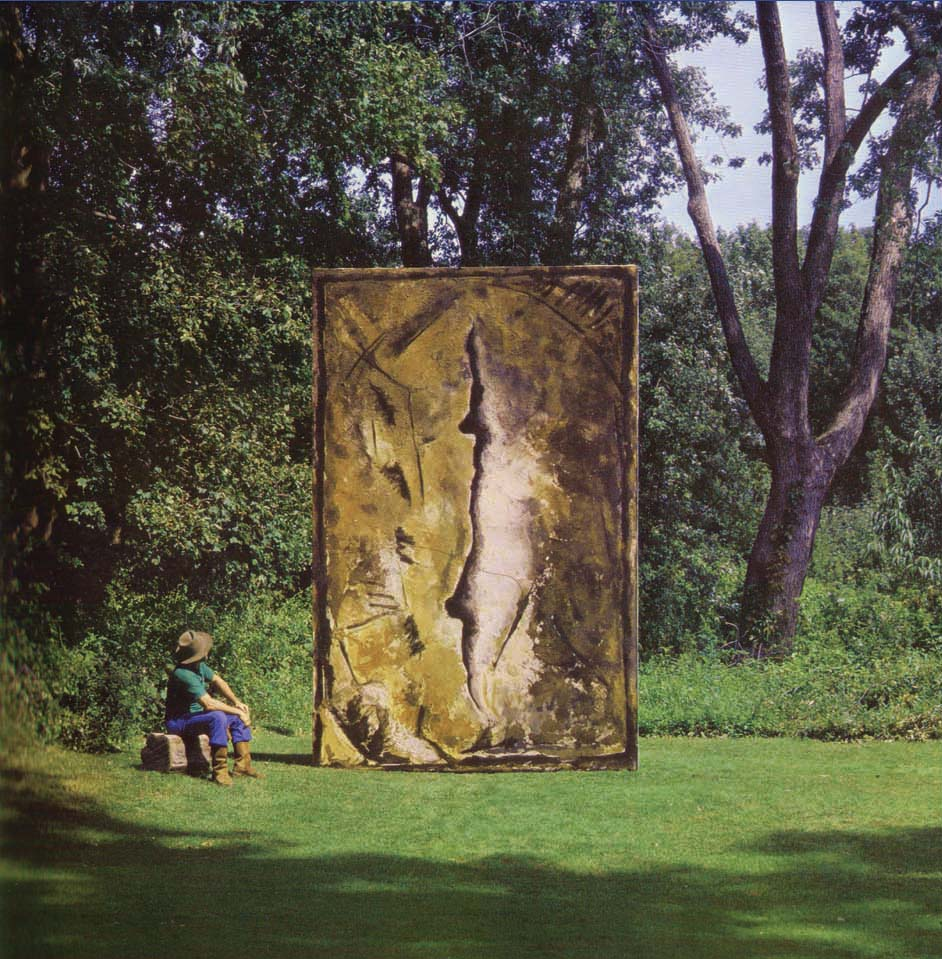
Batuz egyik munkája

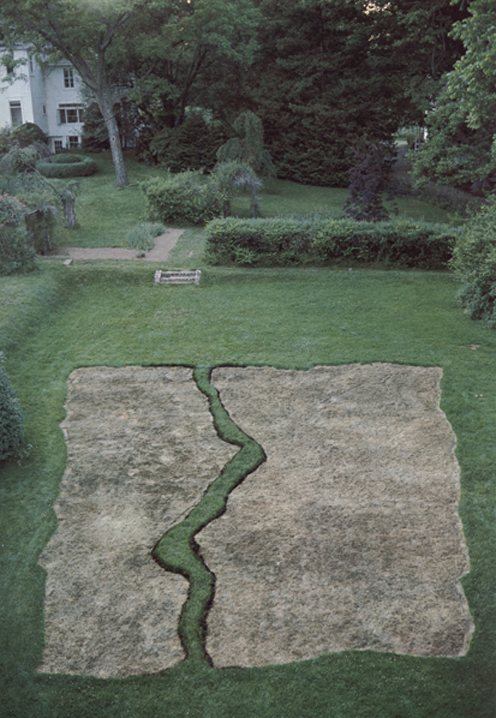
A festmény készült a fűben. Először kiterjedő fű sokáig átlátszatlan anyagot, majd égő a szárított füvet puskapor.

Batuz 1973-ban az Egyesült Államokba költözött, ott több különleges festményt készített. Az egyik festménye a fűben készült, úgy, hogy a megrajzolt alakzatra puskaport hintett, majd azt meggyújtotta, a fű így elégett, kiszáradt, és a pázsiton ottmaradt maga a festmény. Ezt az eseményt, az one-man show-t (ezt az egyéni műsorát) a Washingtonban lévő Amerikai Államok Szervezete szervezte, és egy televízió is közvetítette. Később New York City-ben lévő számos galéria bemutatta festményeit.
Vaclav Vytlacil Batuzt meghívta a Students League of New York művészeti központba előadást tartani. Az Egyesült Államok több múzeumában, és egyetemén számos egyéni tárlaton mutatta be műveit. Batuz egyre jobban az eredeti formák felé fordult, kereste mindennek az ős forrását. 1975-ben megjelent Batuz tanulmánya ‘Forms in Tension’ (Fantázia a formákban) címmel. Ez a tanulmánya újabb döntő lépést jelentett a „a formák kapcsolatának”, „formák egymáshoz való közelítésének” értelmezésében.
Batuzt József és Olga Hirshhorn műtermében több alkalommal meglátogatta. Ezek a látogatások a művészete iránti érdeklődésükön túl, személyes barátsággá váltak, egyre inkább bátorították tevékenységében.
Három hónap alatt több dél-amerikai országot is meglátogatott. Argentínában két emlékezetes párbeszéde volt Jorge Luis Borges-szel, e beszélgetések alkalmával együttesen felhívták a figyelmet a forma szerepére a festészetben és az irodalomban.
1976-ban Batuz elfogadott egy meghívást Nyugat-Németországba, hogy bemutassa művészetét. Ez az alkalom lehetőséget biztosított számára baráti látogatásokra, olyanokkal, akiket nem látott közel 30 éve. Meglátogatta Oskar Kokoshká-t is otthonában Villeneuve-ben. Batuz először találkozott Dieter Ronte-val, ez a találkozás egy életre szóló barátsággá, és munkatársi kapcsolattá vált.
Megjelent egy tanulmánya „Hommage to America” (Hódolat Amerikának) címmel. Abban az időben megvalósította egy másik elképzelését is, azt, hogy latin-amerikai művészeket összehozzon közös alkotásokra. Batuz, ennek érdekében megalapította a Nemzetközi Kulturális Program-ot, a művészeket ezzel a programmal támogatta, azért, hogy az Egyesült Államokba jöhessenek, és ott közösen dolgozhassanak. Így vált Batuz kulturális aktivistává.
HH Arnason meglátogatta Batuzt a tengerparti stúdiójában a Zöld Farm-on, ott írta meg tanulmányát „Grey Botonds" címmel.
Batuz egy ingatlant vett, megvette a Franton Bíróság egykori birtokán lévő épületet és kertet, ami akkor a Hilla von Rebay bárónő tulajdonában volt, ott meglátogatták őt olyan művészek, mint Vaszilij Kandinszkij és Marc Chagall. A helyből magából sugárzott a kreativitás lehelete, ott az a nyitott természeti környezet, a művészeti alkotásoknak ideális helye volt. Batuz munkájában, más médiumok módszereit is átvette, például, hogy fatáblákra kollázsok segítségével ragasztott fel papírt és vásznat. Abban az időben megjelent egy tanulmánya "Polyphormic" címmel. E tanulmányát több nagyszabású festmény megalkotása követte. Műveit bemutatta a Hirshhorn Muzeum and Sculpture Garden Washingtonban, és a Kunsthalle, Nürnbergben, Nyugat-Németországban.
Batuznak a Museu de Arte de São Paulo egyéni tárlatot rendezett Brazíliában, és a Phillips Collection, Washington DC-ben. Batuz ‘Interrelation of Forms’ (A formák kapcsolata) címmel könyvet adott ki, a szövegeket Rafael Squirru, Frank Getlein, Dieter Ronte, és Joseph H. Hirshhorn írta, a könyve egyben festményeinek katalógusa is. Batuz merített papírral kísérleteket végzett John Koller műhelyében, ahol a festményeire nedvesen kente fel az ábrákat. Később elkezdett dolgozni péppé gyúrt papírral saját műtermében is, egyre szabadabb módon. Az év szeptemberében befejezte a nagy munkáját, az "Omen"-t. Ezután elutazott Európába, ahol felkérték, hogy a számos képtárban mutassa be műveit.
1980-ban Batuz számos nagy, papíralapú művet készített. Ez év áprilisától Rawn Fulton, Batuz életét és munkásságát, bemutató filmet forgatott, majd a film forgatása a következő nyolc hónapban is tovább folytatódott. Ez a film annak lett a fontos dokumentuma, amely a tevékenységét, munkája minden szakaszában, számos folyamatában rögzíti. Batuz egy hazai tájhoz hasonló, elhagyott füves teniszpályán dolgozott. Maketteket készített kerámiából, kőből, fából és fémből, tovább fejlesztette szobrait, a kereste a formákban a kapcsolatokat.
Dieter Rontevel együtt meglátogatta Inge Morath-t és Arthur Miller-t Roxburyban. Barátok lettek Morattal, barátságuk, egészen Morath haláláig, több mint húsz éven át tartott. Morath létrehozta a "Portrait Gallery"-t, amely a Batuz által alapított „Société Imaginaire” -t dokumentálta.
1982. januártól áprilisig hatalmas festményeket alkotott egy elszigetelt helyen, Blanton-ban (Dade City), Floridában.
1983-ban Michel Butor meglátogatta Batuzt a „Zöld Farm-on”. Először a "Meditacion sur la Frontier-ben” működtek együtt, mely a folyamatos kapcsolatuknak csak első állomása volt. Ez azon tanulmányok sorához tartozott mely a „a formák kapcsolatá”-nak az alkalmazhatóságát írja le, a szociális dimenzió szempontjából.

### Schloss Schaumburg, Németország (1984-1989)
Kezdő megjegyzések a „Société Imaginarie-re”.

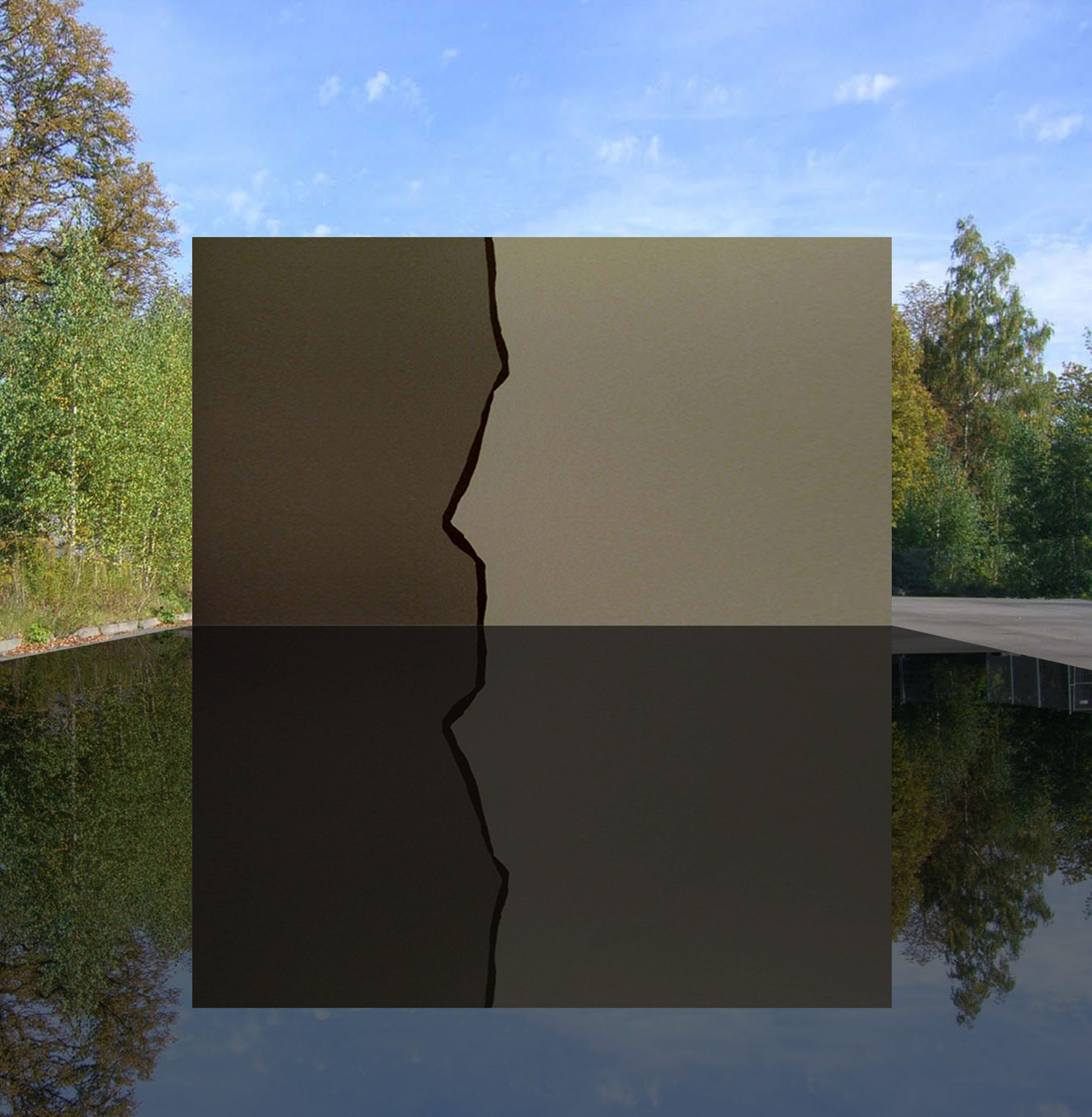
Batuz egyik alkotását kiállították a berlini falon, Tájkép a falon címmel, prof. Stanford Anderson Wenjun Ge segítségével

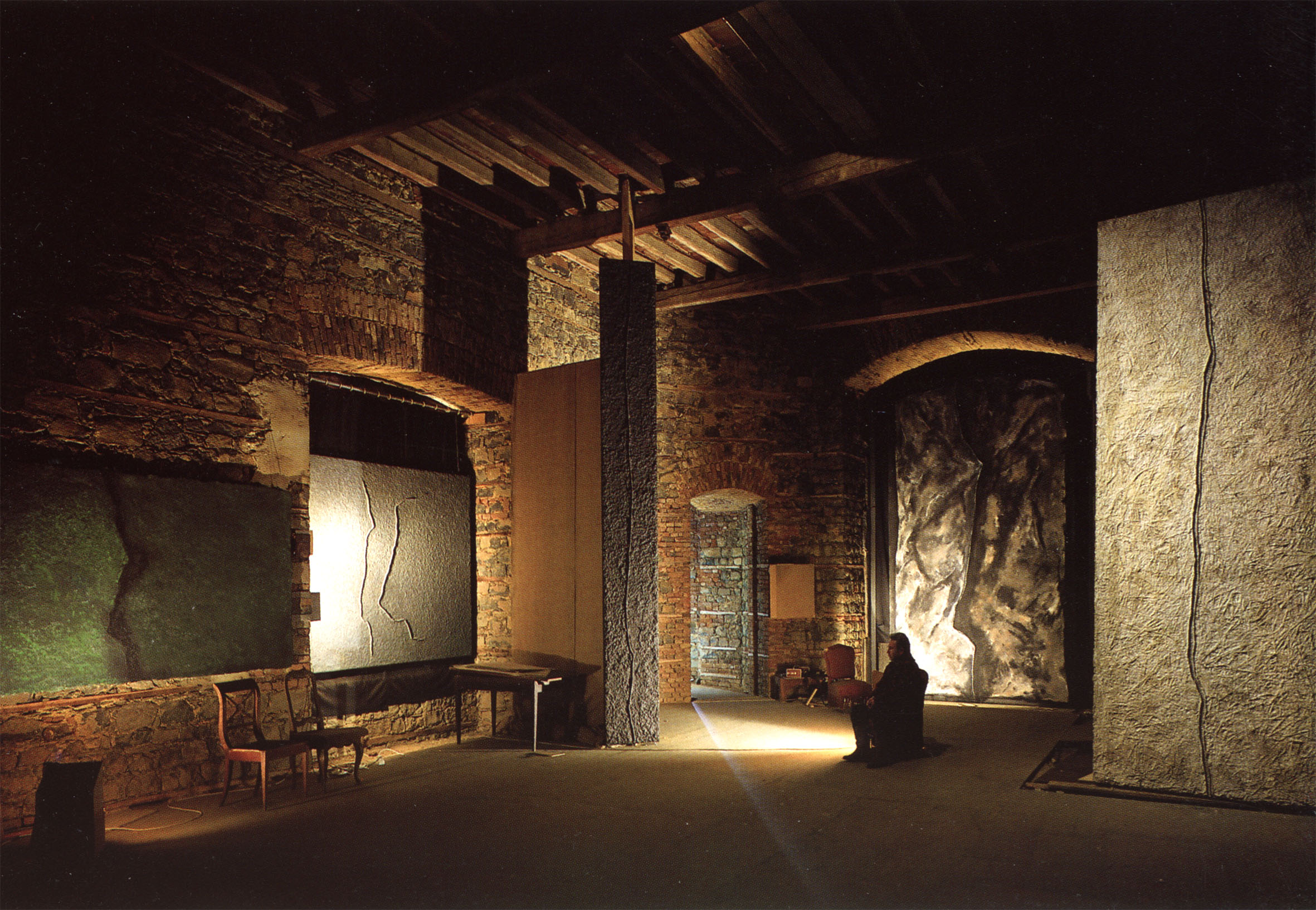
Festményeit bemutatták a Schloss Schaumburgban (a schamburgi kastélyban)

Bemutatkozása révén a nyugat-német kulturális hatóságok lehetővé tették számára, hogy továbbiakban a schamburgi kastélyban munka és megélhetési lehetősége legyen, az Európában tartózkodása alatti időben. Itt több új művet alkotott, köztük az egyik legfontosabbat, a "Lahnthal" című (Lahn völgye) festményét. Ebben az időben megbízták, hogy készítsen egy monumentális szobrot Nyugat Berlinben az Ernst Reuter térre.
Ez a szobor, élő növényekből készült volna, a címe "The Living Wall" (Az élő fal) volt, megbízói méltányolták erőfeszítéseit, szobrával a fal széthasítását mutatta volna be, azt, amit később Ronald Reagan hirdetett, hogy ezt a falat le kell dönteni.
1984 októberében Bad Ems-ben „Société Imaginarie”-t, mint működő modellt mutatta be. Ezen az előadáson jelen volt Michel Butor, aki később azt írta, hogy ott az előadáson értékes tapasztalatokat szerzett. Ebben az évben Batuzt meglátogatta Pierre Restany Schaumburgban.
Batuz többször járt Amerikában, ott társaival találkozott, majd tovább finomította, majd véglegesen megfogalmazta a „Société Imaginaire” elképzeléseit. Útja során megállt Mexikóvárosban, ahol Octavio Paz felhívta az elnök figyelmét a „Société Imaginaire-re” majd véget ért a Buenos Aires-ben Enrique Molina tevékenysége.
1990-ben a Société Imaginaire egyik első hivatalos találkozóját rendezték meg Berlinben, melyen részt vett az alapítvány számos illusztris tagja, akik nagyban hozzájárultak a vállalkozás elveinek megfogalmazásához. Batuz, ekkor már egyre kevesebb időt fordít festésre, tevékenységét főleg Société Imaginaire -re összpontosítja, amely továbbiakban a fő prioritás lesz élete hátra lévő részében. Butor azt írta, hogy Batuz "már nem fest ecsettel, de fest az emberekkel".
Batuz összehozta a hasonló gondolkodású embereket, és a különböző művészek közreműködésével, létrehozta az argentin portfolio-t 1991-ben, ez az argentin találkozás volt, az első a sok együttlétek közül, amely alkalommal a világ különböző részéről összejöttek az emberek. E találkozások részvevőinek írásbeli nyilatkozatai illusztrálják e találkozások sikereit.
Batuz további kezdeményezéseket tett annak érdekében, hogy e találkozások létrejöttére történő erőfeszítéseit elterjessze, és megszilárdítsa az egész világon. Egyre többet levelezik e találkozások kiterjesztése és sikere érdekében. Fokozatosan ráveszi a találkozásokba bevonandó művészeket a kölcsönös levélváltásokra. E levelezések végső soron azt a célt szolgálták, hogy legyen az emberek között kölcsönös megértés, és világítsanak meg különböző perspektívákat. Enrique Molina eszmét cserélt Mészöly Miklóssal, Alvaro Mutis pedig Michel Butorral. Példájukat később több találkozás, és kölcsönös eszmecsere követte a Société Imaginaire leendő tagjai és a résztvevői közül. 1989 ben Batuz elhagyta Schloss Schaumburgot, és egy következő központot kezdett keresni.
Egyesületében olyan intézetek vezető professzorai vettek részt, mint a Harvard, MIT, és a Georgetown, és olyan személyek, mint Stanislaw Baranczak, Seamus Heaney, Edward O. Wilson, Leo Marx, Stanford Anderson, csak néhány azok közül, akik Société Imaginaire tagjai lettek. A Société Imaginaire eseményeiről Stratis Haviaras, a Harvard Review korábbi szerkesztője folyamatosan jelentéseket készített, a jelentések fejezeteiben egy-egy év eseményeit foglalva össze.

### Altzella, Németország (1993-2005)

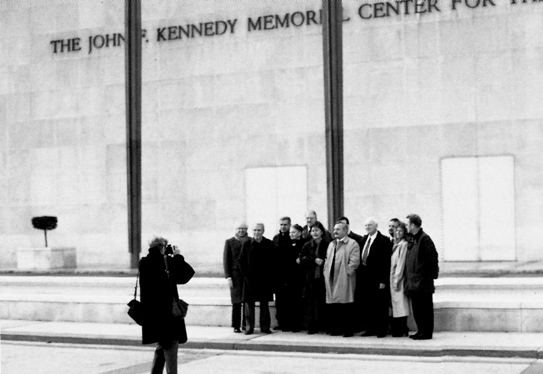
Gyűlés a Kennedy Center előtt

A Kennedy Center fennállásának 25. évfordulóján, kitüntetett módon Batuzt felkérték arra, hogy az évfordulós ünnepségek idején, a Société Imaginaire egy héten át a Center központban ülésezzen. Későbbiekben Batuznak, egy olyan helyet adnak, a Kloster Park Altzella-ban, ahol találkozhatnak, és művészeti alkotásokat készíthetnek. Az alkotásokat, a programokat kiadványokban szemléltetik, a Batuz Altzella lehetőséget ad arra, hogy ezeket közzé tegyék. A világ minden tájáról összejött különféle művészek, tanárok, és a diákok részt vehetnek a műhelyek tevékenységében.
A következő év során, 1994-ben Altzella több kulturális kísérletek laboratóriummá válik. Nagyon sok új eljárás megvalósításra került a Société Imaginaire-ben. Batuz kiterjesztette azon eszméit, hogy a több ezer résztvevő együtt tudjon működni a különböző intézményekben. Az ott megvalósított alkotásokat folyamatosan dokumentálták, amely művek tartalmazzák az államfők, mint például Richard von Weizsäcker, Julio Maria Sanguinetti, Michal Kovac, Pastrana Borrero részvételét, továbbá olyan művészek és írók, mint például Czeslaw Milosz, Alvaro Mutis, Arthur Miller, Hans Magnus Enzensberger, Seamus Heaney, Mark Strand, Raul Lozza, Michael Morgner együttműködését, hogy csak néhányat említsünk az élet minden területéből. A National Gallery of Art Washington DC-ben Henry A. Millon irányítása alatt egy külön archívumot hoznak létre, amely minden alkotásának állandó tárháza lesz, a könyvtár a megvalósult dokumentumokat megőrzi.

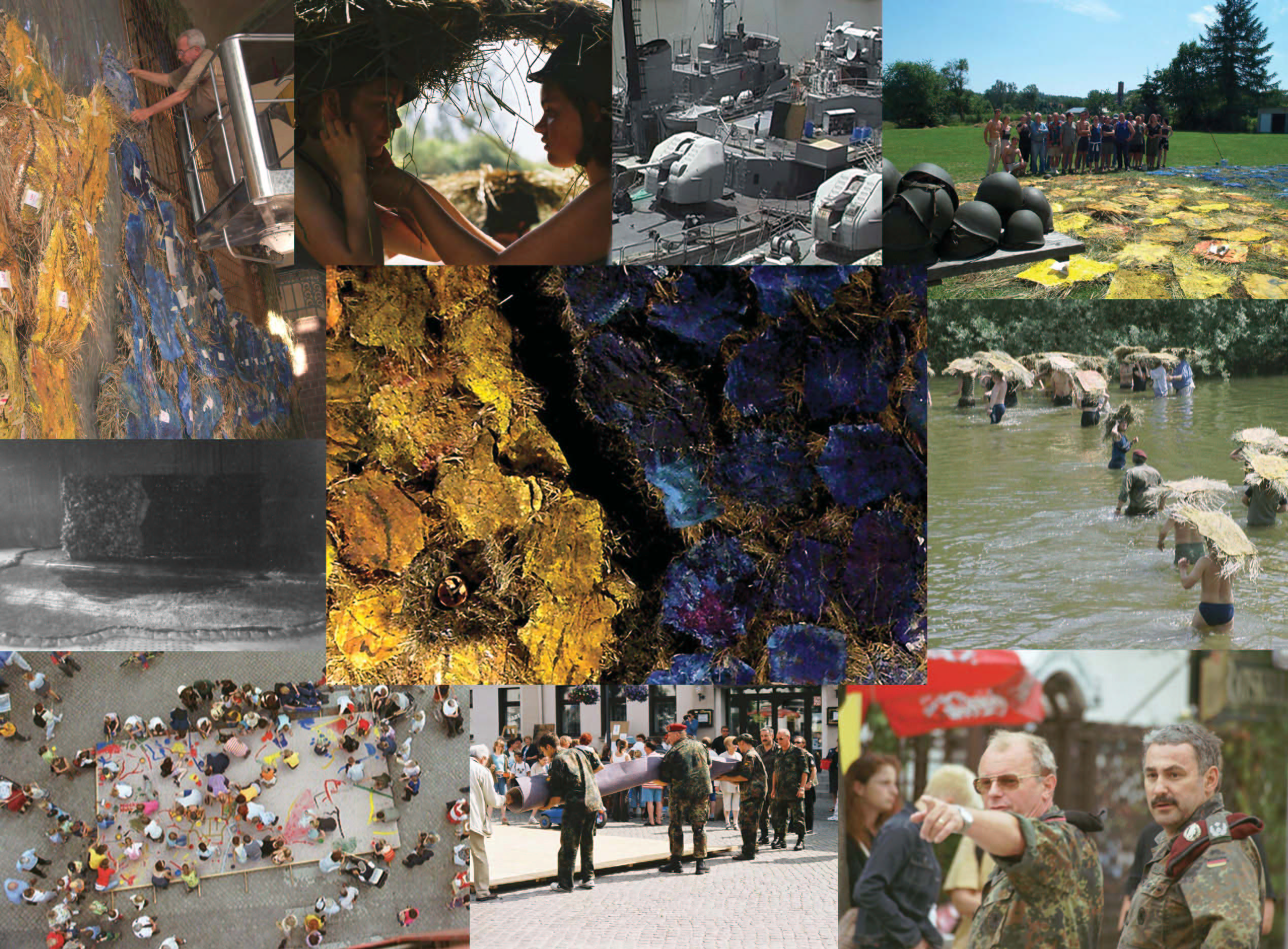
Az alkotások létrehozásának célja a béke megjelenítése a művészetben

Az emberek az együttlétek alkalmával a grafikában kifejezik elképzeléseiket. Bár a művészek mindig formákat alkotnak, a Société Imaginaire-ben létrehozott alkotások, nem mások, mint a „formák kapcsolatának" egy reprezentációi, szociális tanulmányai. Batuznak az az elképzelése, hogy integrálja a művészeti alkotásokat, az elképzelt jövőbeni folyamatokkal.
2004-ben, a Société Imaginaire révén kezdeményezi, hogy a német-lengyel határon, a Neisse folyónál, a két ország működjön együtt, Hans-Peter von Kirchbach tábornok, a német hadsereg volt ellenőre felügyelte mellett. A civilek és a hadsereg tagjai találkozzanak a folyó közepén, amely esemény reprezentálja a megbékélés közös akaratát. E közös találkozást Batuz egy festményén is bemutatja. Ezzel a két nemzet szimbolikusan leküzdi a két nép között kialakult ellentéteket.

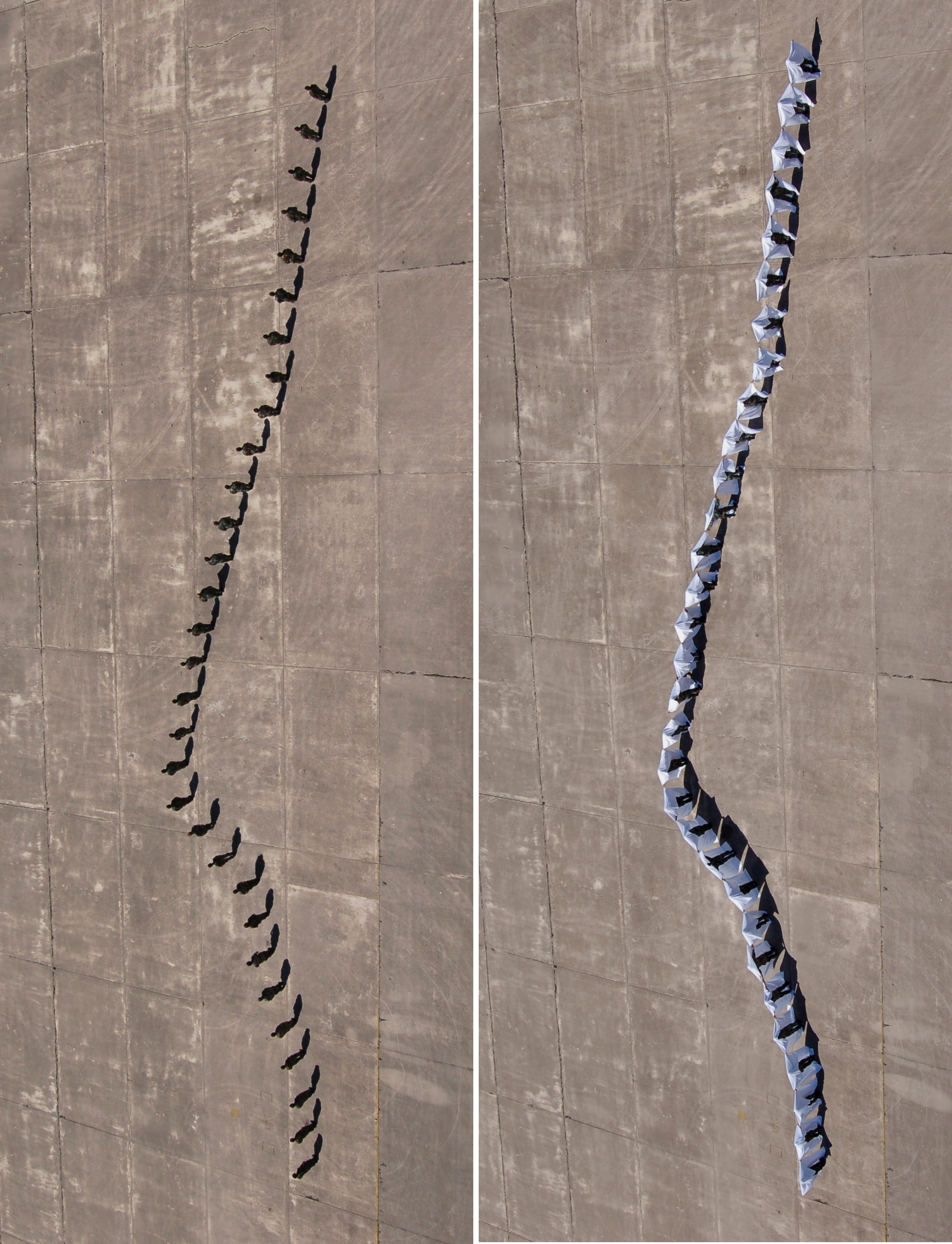
Batuz létrehozott egy emberi láncot, megfestett emberekből az Antarktiszon, a határok leküzdésére

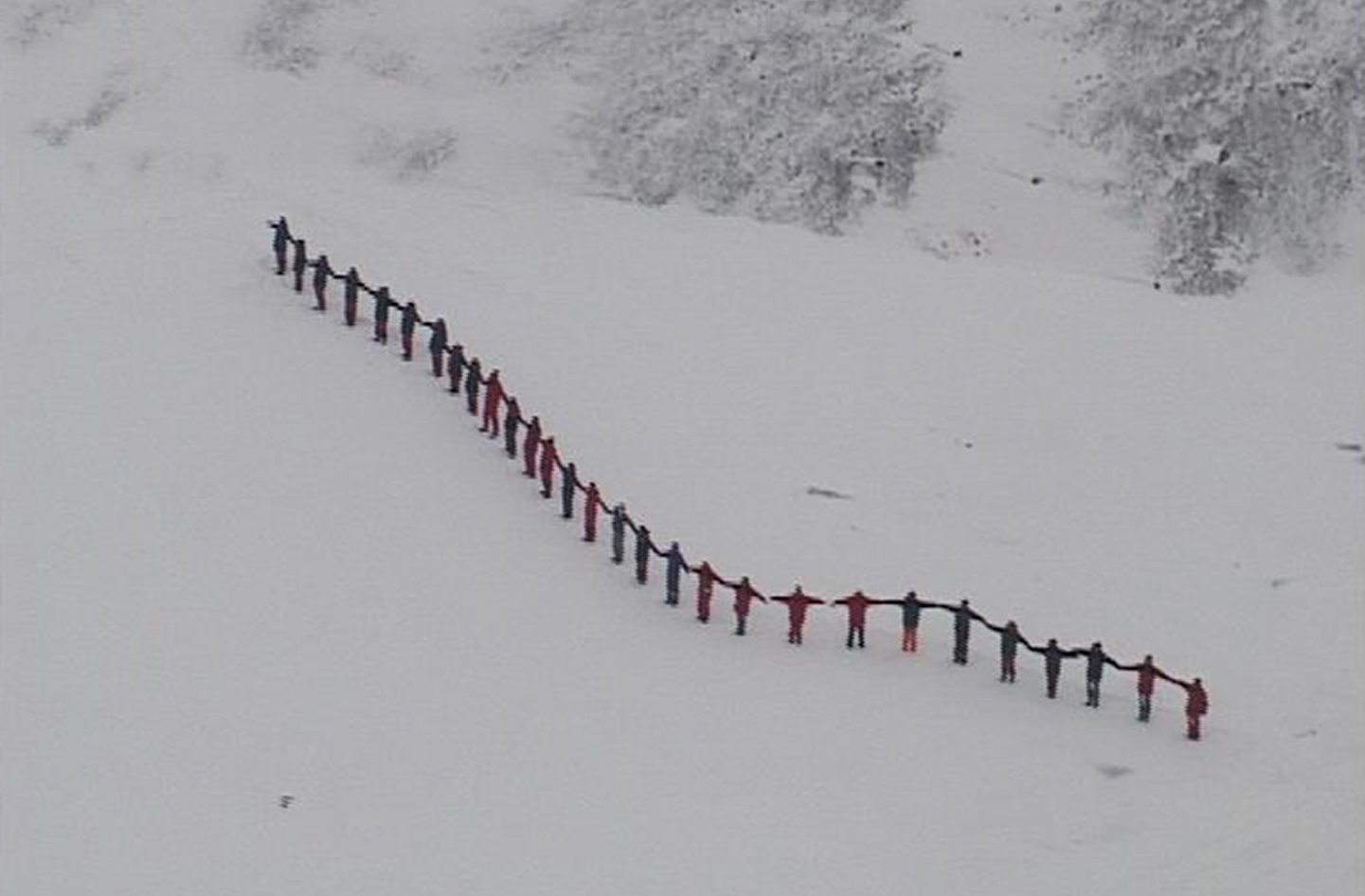
Batuz által kezdeményezett "határok leküzdése" az Antarktiszon, híressé vált

2006-ban Batuz ezt úgy éri el, hogy támogatást kapott az uruguayi kormánytól, és a katonaságtól, hogy elmehessen az Antarktiszra, és amikor ott tartózkodott, rájött arra, hogy a különböző nemzetiségű tudósok között „Antarktiszon megszűnnek a határok”. Ott a végtelen térben csak a hó és jég van, rájött arra is, hogy akkor légi felvételeket kell készíteni az ott tartózkodókról, és hogy neki ezt egy jellemző képen meg kell festenie. Az elkészült festményét a Guggenheim múzeum gyűjteménye átvette, bemutatta.
2005-ben kormányváltás volt Szászországban, így Batuz kénytelen volt elhagyni Altzellát, majd új főhadiszállást hozott létre Chemnitz-ben, az újonnan megszerzett Villa X.-ben, abban tárolja a Société Imaginaire archívumát, ott létrehozta műveiből összegyűjtött saját kiállítását.
2010 őszén a német védelmi miniszter, Karl-Theodor zu Guttenberg támogatásával Batuz Afganisztánba látogatott, ahol kezdeményezésére a „Panzergrenadierbrigade 37” nevű páncélos alakulat 200 katonája, mint a nemzetközi fegyveres erők egyik tagja, és a helyi civilek, közös eseményen demonstrálták együttműködésüket "nem mas fronteras en Afganisztán" (Afganisztánban az emberek közötti határok lebontása) projekt keretében.

## Société Imaginaire
Az ominózus 1984-ben Batuz megalapította a „Société Imaginaire”-t, (Képzeletbeli Barátkozó Közösség-et). Ez egy olyan vállalkozás volt, amely arra törekedett, hogy legyen az emberek között kulturális párbeszéd. Az általa létrehozott, önmagában is egyedi, de sokrétű projektek, folyamatosan ugyanazt a célt szolgálták, de a célt az események során különböző eszközök segítségével érték el. Nagy ambícióval hozta létre valamennyi vállalkozását, nem számított, hogy milyen formát és a módszert alkalmazott, de minden vállalkozásában ugyanazon idealisztikus cél felé törekedett.
Batuz célja a határok leküzdése, függetlenül attól, hogy az a határ fizikai, vagy szellemi, hogy országok, régiók, népek, vagy eszmék, esetleg társadalmi különbségek közötti, azok láthatók, vagy láthatatlanok. Batuz a projektjeiben a határok megszüntetését a művészeteken keresztül szeretné felszámolni, mert az egyéneknek is, és a közösségeknek is világszerte ez a közös vágya.
Mark Strand egyszer azt írta, hogy a „Société Imaginaire "-ben mindig születik valami, az mindig mozgásban van, sok esemény követi egymást, onnan nem lehet elmozdulni. Ebben hasonlít leginkább egy műalkotáshoz, de egyben az élet lehetőségét kínálja nekünk.
Sok kiváló személyiség csatlakozott a „Société Imaginaire”-hez. Néhány ezek közül: Stanford Anderson, Patricio Aylwin, Misael Pastrana Borrero, Michel Butor, Lucio Cáceres, Fernando Henrique Cardoso, Javier Carrau, Hans Magnus Enzensberger, Alberto Guani, Toshio Hara, Seamus Heaney, Olga M. Hirshhorn, Bruce Kaiser, Timothy Keating, Hans-Peter von Kirchbach, John C. Kornblum, Oscar P. Landmann, Arthur Miller, Henry A. Millon, Czesław Miłosz, Enrique Molina, Inge Morath, Alvaro Mutis, Octavio Paz, Nazir Peroz, Dieter Ronte, Julio María Sanguinetti, Hans Ulrich Spohn, Mark Strand

## Helmets for Peace
Batuz létrehozta a „Helmets for peace” (Sisakok a békéért) nevű szervezetet, és az azonos nevű projektet, amit ő működtet és felügyel. Ez egy sokoldalú projekt, melynek a működési módszerei, céljai és képviselete hasonló, mint a „Société Imaginaire”-ben alkalmazott módszerek és célok. Ez egy olyan projekt, amelynek középpontjában a fegyveres erők szervezetei állnak, ezek a fegyveres testületek olyan intézmények, amelyeknek világszerte számos tagja van, ezek között nagy a hasonlóság, ezek az intézmények nagy tapasztalattal rendelkeznek, a tapasztalatokat a részvevők között, az „Société Imaginaire”-keretén belül, ott kialakított kommunikáció segítségével adják át egymásnak. Ez egy közvetlen kommunikáció a világszerte meglévő fegyveres erők, és a civil szervezetek között azzal a céllal, hogy a határok leküzdésének emberi vágyait segítse elő, és valósítsa meg.

## Kiadványok

### Katalógusok
- Schloß Schaumburg, 1988[3]
- Schaumburg Edition I
- Schaumburg Edition II
- Schaumburg Edition III
- Batuz In Schaumburg
- Berlin Meeting, 1991
- Budmerice Meeting, 1993
- Altzella Plannung
- Liptov
- Société Imaginaire St. Augustin
- Société Imaginaire
- Kennedy Center, 1995
- Lozza/Glöckner
- Société Imaginaire Chemnitzer Rathaus
- Inge Morath and the Société Imaginaire
- Altzella I
- Testoni
- Pascale
- Altzella II
- Premio Schering
- Falkland Island-Tucuman
- no más Fronteras
- Communication Through Art
- no más fronteras OAS
- Project For Berlin, 1984
- Gulbenkian
- Caixa
- Phillips Collection

### Könyvek
- Batuz: Works in Paper (con D. Ronte, R. A. Kuchta e C. Heigl), New York, Rizzoli International Publications, 1981[4]
- A Book On My Own

### Cikkek a "Harvard Review"
- Fall, 1992[5]
- Spring, 1994
- Fall, 1994
- Spring, 1995
- Fall, 1995
- Spring, 1996
- Fall, 1996
- Spring, 1997
- Fall, 1997
- Spring, 1998
- Fall, 1998
- Spring, 2000

## Művei közgyűjteményekben
- Albright-Knox Gallery, Buffalo, New York, U.S.A.
- Caixa de Pensions, Barcelona, Spain
- Bayerische Staatsgemäldesammlungen, Munich, Germany
- Solomon R. Guggenheim Museum, New York, U.S.A.
- Kunsthaus Zurich, Switzerland
- Pan American Union, Washington D.C., U.S.A.
- Musee des Beaux Arts, Zürich, Switzerland
- The Hirshhorn Museum & Sculpture Garden, Washington, DC, U.S.A.
- Wallraf-Richartz-Museum & Museum Ludwig, Cologne, Germany
- Museu de Arte de São Paulo, Brazil
- Museu de Arte Moderno, Rio de Janeiro, Brazil
- Museo de Bellas Artes, Caracas, Venezuela
- Kunsthalle, Nuremberg, Germany
- Museo de Arte Contemporäneo, Madrid, Spain
- Museo de Arte Moderno, Buenos Aires, Argentina
- The Metropolitan Museum, Miami, Florida, U.S.A.
- Museo Nacional de Bellas Artes, Montevideo, Uruguay
- The Litchfield Historic Museum, Connecticut, U.S.A.
- The Bruce Museum, Greenwich, Connecticut, U.S.A.
- Museum of Art, Science & Industry & Planetarium, Bridgeport, Connecticut, U.S.A.
- The New Brunswick Museum, Saint John, Canada
- Museo de Bellas Artes, Santiago de Chile
- The Phillips Collection, Washington, DC, U.S.A.
- Indianapolis Museum of Art, Indianapolis, Ind. U.S.A.
- Everson Museum of Art, Syracuse & Onondaga County, NY, U. S.A.
- Nationalgalerie, Staatliche Museen Preussischer Kulturbesitz, Berlin, Germany
- Museum Moderner Kunst, Vienna, Austria
- Fundação Calouste Gulbenkian, Lisboa, Portugal
- Hara Museum of Contemporary Art, Tokyo, Japan
- National Gallery of Art, Washington D.C., U.S.A.

## Külső linkek
- A hivatalos honlapja a Batuz és Société Imaginaire